# Округ Сан Дијего
Округ Сан Дијего (енгл. San Diego County) округ је у југозападном делу савезне државе Калифорнија, САД. Највећи град и седиште округа је Сан Дијего.
Према попису из 2010, округ је имао 3.095.313 становника, што га чини другим по величини округом у Калифорнији (иза Округа Лос Анђелес). Округ је по броју становника већи од 21 појединачне савезне државе.
Округ се на југу граничи са Мексиком, на северу са окрузима Риверсајд и Оранџ, на истоку са округом Империјал, док на западу и југозападу излази на Тихи океан.
Сан Дијего је један од првобитних округа у Калифорнији, и формиран је 1850. У време формирања, округ је био много већи и обухватао је делове данашњих округа Сан Бернардино и Ињо, као и целу територију данашњих округа Риверсајд и Империјал.

## Највећи градови
| Град       | Бр. становника |  |
| ---------- | -------------- |  |
| Сан Дијего | 1.301.617      |  |
| Чула Виста | 243.916        |  |
| Оушансајд  | 183.095        |  |
| Ескондидо  | 143.911        |  |
| Карлсбад   | 105.328        |  |

## Политика
| Година | Реп.          | Дем.          | Остали        |
| ------ | ------------- | ------------- | ------------- |
| 2008.  | 44,1% 539.939 | 54,3% 664.685 | 1,7% 19.270   |
| 2004.  | 52,5% 596.033 | 46,4% 526.437 | 1,1% 12.378   |
| 2000.  | 49,6% 475.736 | 45,7% 437.666 | 4,7% 45.232   |
| 1996.  | 45,8% 402.876 | 44,1% 389.964 | 10,3% 91.311  |
| 1992.  | 35,7% 352.125 | 37,2% 367.397 | 27,1% 267.124 |
| 1988.  | 60,2% 523.143 | 38,3% 333.264 | 1,5% 12.788   |
| 1984.  | 65,3% 502.344 | 33,4% 257.029 | 1,3% 9.894    |
| 1980.  | 60,8% 435.910 | 27,3% 195.410 | 11,9% 85.546  |
| 1976.  | 55,7% 353.302 | 41,6% 263.654 | 2,7% 16.839   |
| 1972.  | 61,8% 371.627 | 34,3% 206.455 | 3,8% 23.055   |
| 1968.  | 56.3% 261,540 | 36,1% 167,669 | 7,7% 35,654   |
| 1964.  | 50,3% 214.445 | 49,7% 211.808 | 0,0% 33       |
| 1960.  | 56,4% 233.045 | 43,3% 171.259 | 0,3% 1.106    |
| 1956.  | 64,5% 195.742 | 35,2% 106.716 | 0,4% 1.147    |
| 1952.  | 63,5% 186.091 | 35,9% 105.255 | 0,6% 1.688    |
| 1948.  | 49,4% 101.552 | 47,8% 98.217  | 2,8% 5.690    |
| 1944.  | 45,4% 75.746  | 53,9% 89.959  | 0,6% 1.059    |
| 1940.  | 43,3% 55.434  | 55,6% 71.188  | 1,2% 1.488    |
| 1936.  | 35,0% 35.686  | 63,5% 64.628  | 1,5% 1.540    |
| 1932.  | 41,5% 35.305  | 53,6% 45.622  | 5,0% 4.223    |
| 1928.  | 67,1% 47.769  | 32,0% 22.749  | 0,9% 633      |
| 1924.  | 49,0% 22.726  | 6,4% 2.944    | 44,7% 20.721  |
| 1920.  | 63,8% 19.826  | 27,3% 8.478   | 9,0% 2.783    |

Историјски, округ је био снажно упориште Републиканске странке. Барак Обама је 2008. постао први председнички кандидат Демократске странке након 64 године који је освојио апсолутну већину гласова у округу. Бил Клинтон је 1992. освојио релативну већину гласова, на изборима који су карактеристични по томе што су била три кандидата са великим бројем гласова.
Град Сан Дијего, с друге стране, више нагиње Демократској странци, чији су кандидати добили највише гласова у граду на последњих пет председничких избора.
Што се тиче избора за Представнички дом САД, у округу се налазе три цела конгресна дистрикта (из сваког се попуњава једно место у Представничком дому) и делови још два дистрикта.